# Esquerita
Eskew Reeder, Jr. (20 de novembro de 1935 ou 1938 – 23 de outubro de 1986), geralmente conhecido pelo nome artístico Esquerita e, ocasionalmente, como S.Q. Reeder or The Magnificent Malochi, foi um cantor, compositor e pianista americano de R&B, conhecido por suas performances frenéticas. Ele foi creditado por influenciar o pioneiro do rock and roll Little Richard.

## Primeiros anos
Nascido em Greenville, Carolina do Sul, ele era filho de Elizabeth e Eskew Reeder e estudou na Sterling High School em Greenville de 1947 a 1950. Embora as fontes mais confiáveis forneçam seu nome de nascimento como Eskew Reeder Jr. alguns dão o nome de Stephen Quincy Reeder. Embora a maioria das fontes forneça o ano de seu nascimento como 1935, outras fontes confiáveis e seus registros de previdência social indicam 1938.

## Careira

### Décadas de 1950 e 1960
As primeiras gravações em estúdio solo de Reeder aconteceram quando Paul Peek o contratou para gravar algumas demos em uma estação de rádio de Greenville (WESC) por volta de 1958. Naquela época, Peek era membro do grupo de rockabilly The Blue Caps, liderado pelo performer maníaco Gene Vincent. Peek até co-escreveu "The Rock-Around" com Reeder, e Reeder tocou piano na gravação de 1958 que lançou o selo NRC (National Recording Corporation). Destes contatos e da influência de Paul Peek com a Capitol Records veio um contrato de gravação para Reeder; Cub Koda descreveu os resultados como "alguns dos lados mais indômitos e ousados já publicados por uma grande gravadora." Esquerita.
Nos anos seguintes, Reeder gravou vários singles com vários músicos de apoio em estúdios em Nashville, Dallas, New Orleans e Detroit. A Capitol Records lançou o LP Esquerita em 1959, seu único álbum no sentido tradicional (ou seja, não uma compilação de singles anteriores ou reedições). Alguns dos músicos com quem ele gravou durante esta época incluem Jimi Hendrix, Dr. John, Allen Toussaint e The Jordanaires (cantores de apoio de Elvis Presley). Suas canções mais conhecidas dessa época incluem: "Hey Miss Lucy", "Get Back Baby", "Getting’ Plenty of Lovin ’", "Rockin’ the Joint "e" Oh Baby .  Em 1963, ele gravou uma sessão para a Motown Records de Berry Gordy, mas essas gravações nunca foram lançadas.
Em 1968, Reeder mudou seu nome para The Magnificent Malochi e assinou com a Brunswick Records. Ele tocou teclado em "Takin 'Care Of Business" de John Hammond em 1970. Pouco depois disso, ele começou a desaparecer da cena musical, mas Linda Hopkins lançou uma canção escrita por Reeder chamada "Seven Days and Seven Nights" em 1973. Por volta dessa época, Esquerita formou um novo grupo, consistindo de Charles Neville (o saxofonista dos The Neville Brothers) que então residia no Brooklyn, Nova York, e o baterista Jerry Katz do Queens, Nova York. Eles e alguns outros músicos fizeram um show constante no Tommy Smalls Night Club na 50th Street e 8th Avenue na cidade de Nova York. Vários meses depois, o grupo se desfez.

### Décadas de 70 e 80
De acordo com uma entrevista com Billy Miller e Miriam Linna no livro ReSearch Incredibly Strange Music, Reeder ocasionalmente se apresentava em clubes gays afro-americanos sob o nome de Fabulash durante os anos 1970. Ele acabou sendo rastreado por um escritor da Kicks Magazine em 1983 ou 1984, que o encontrou se apresentando em clubes de segunda categoria da cidade de Nova York. De acordo com um artigo ("Who Was Esquerita?") Do historiador da música Johnny Carter em uma revista internacional antiga, o especialista em música Bill Lowery (que originou a National Recording Corporation e estava envolvido nas sessões de espionagem do NRC) foi abordado por Esquerita na rua em Nova York em 1985, após uma conferência na Broadcast Music, Inc .. Lowery confirmou que Esquerita estava sem sorte e estava trabalhando como atendente de estacionamento, mas ainda era tão extravagante como sempre.

## Anos posteriores e morte
Poucos meses antes de sua morte, ele foi visto lavando o pára-brisa de um carro para obter dicas em um cruzamento no Brooklyn. Nesse mesmo artigo, o pai de Esquerita, Eskew Reeder Sr., disse que seu filho havia morrido de complicações causadas pela AIDS em 1986. O pai de Esquerita (que nasceu em 25 de março de 1907) morreu em fevereiro de 1989, pouco mais de dois anos após a morte de seu filho. A última residência conhecida de Eskew Sr. foi Simpsonville, Carolina do Sul.

## Lançamentos póstumos
Em 13 de março de 2012, foi anunciado que a Norton Records estava lançando um novo single e um novo álbum da Esquerita intitulado Sinner Man: The Lost Session. Estas deveriam incluir gravações inéditas de uma sessão na cidade de Nova York em junho de 1966.

## Influência
Reeder foi citado como uma das primeiras influências chave em Little Richard (Richard Penniman) (veja abaixo); sua aparência e estilo eram muito semelhantes, embora Esquerita fosse muito mais extravagante na década de 1950 e sua música tocasse de forma mais selvagem do que a música contemporânea de Little Richard. Reeder não gravou até depois das gravações iniciais de Little Richard no início dos anos 1950 para as gravadoras RCA e Peacock e os sucessos posteriores na Specialty. No entanto, as primeiras gravações de Little Richard feitas na estação de rádio WGST em Atlanta não mostram o estilo que o tornaria famoso. Segundo Richard, Esquerita o influenciou e o ensinou a tocar piano. Em uma entrevista do documentário South Bank Show em 1988, quando o livro The Quasar Of Rock foi publicado, Richard afirma que viu Esquerita descendo de um ônibus na estação de ônibus Macon, GA Greyhound, mas não disse em que ano, presumivelmente no início dos anos 1950. Há uma sugestão de conexão sexual entre os dois, mas Richard também afirma que foi inspirado por Reeder e, além disso, Reeder foi inspirado por Richard a entrar no show business.
Little Richard também não pretendia usar o que veio a ser seu estilo característico (e de Esquerita) durante sua primeira sessão em New Orleans para a Speciality Records. O produtor da sessão, Robert "Bumps" Blackwell não gostou das canções iniciais de Penniman na sessão, então, fazendo uma pausa na gravação, ele foi com Richard a um café local, onde Richard pulou em um piano e começou a cantar uma música proibida versão de "Tutti Frutti", no verdadeiro estilo Esquerita. Blackwell sentiu que uma versão limpa da música com o mesmo estilo de apresentação seria exatamente o que seu chefe Art Rupe estava procurando, e essa música lançou a carreira de Little Richard em 1955.
Mick Jones (do The Clash) escreveu e gravou uma canção chamada "Esquerita" com sua banda Big Audio Dynamite que apareceu no álbum deo grupo de 1988, Tighten Up Vol. 88. A banda de rock alternativo Lyres gravou sua própria versão da canção "Gettin 'Plenty Lovin'" de Esquerita, que foi lançada pela Norton Records em 1992.
Esquerita foi uma influência para a performer zydeco Lynn August, que tocou bateria para o Esquerita no início dos anos 1960. Aos 12 anos, August tocava bateria para Fats Junior, que por acaso estava abrindo um show para Esquerita, que deixou August tocar algumas canções com ele. Depois que Esquerita falou com a mãe de August, ele foi contratado como baterista do Esquerita e tocou com o Esquerita por três anos, principalmente em Nova Orleans. August disse que Esquerita tocava órgão com pedais e só carregava baterista porque ele era um grande animador. Esquerita também incentivou August a estudar piano. Lynn August mais tarde ficou conhecido por tocar acordeão. Quando Esquerita deixou New Orleans por volta de 1963, August juntou-se à banda de Jay Nelson de Baton Rouge, Louisiana. Agosto mais tarde gravou sua própria versão da canção "Undivided Love" de Esquerita, que aparece em seu álbum Creole Cruiser de 1992.
A canção "Miss Thing" de Adam Ant e Marco Pirroni, do álbum Vive Le Rock de 1985, era sobre Esquerita.

## Discografia

### Singles solo
- Oh Baby/Please Come Home (Capitol #4007) (1958)
- Rockin' The Joint/Esquerita And The Voola (Capitol #4058) (1958)
- Laid Off/Just Another Lie (Capitol #4145) (1959)
- Hey Miss Lucy/Battie Over Hattie (Capitol #1075) (promo) (1959)
- Green Door/I Waited Too Long (Minit #648) (1962) (as Eskew Reeder)
- Never Again/We Had Love (Minit #658) (1962) (as Eskew Reeder)
- The Flu/Undivided Love (Instant # 3258) (1963) (as Eskew Reeder Jr.)
- I Woke Up This Morning/I Woke Up This Morning Part Two (Instant #3268) (1963) (as Eskew Reeder Jr.)
- A Tear/Johnny Little (Everest #2025) (1963) (as Eskew Reeder)
- Stubborn Old Me (Motown) (1963) (unreleased)
- I Want To Know/Just In Time (Okeh #7239) (1966) (as S. Q. Reeder)
- Tell The World About You/Two Ton Tessie (Okeh #7254) (1966) (as S. Q. Reeder)
- Dew Drop Inn/You Better Believe In Me (Cross-Tone #1007) (1967) (as Eskew "Esque-Rita" Reeder)
- Mama Your Daddy's Come Home/As Time Goes By (Brunswick #55359) (4/1968) (as Magnificent Malochi)
- Hey Miss Lucy/Hole In My Heart (Capitol #81382) (Germany) (1973)
- Hey Miss Lucy/Gettin' Plenty Lovin’ (Capitol #C006-81-709) (Old Rock New Roll Volume 5 Series) (France)
- Dew Drop Inn/Rockin’ The Joint (Norton #014) (1991)
- You Better Believe Me/What Was Wrong (Norton #149) (2009)
- "H0ittin' On Nothing"/"Letter Full Of Tears" (Norton #170) (2012)

### Álbuns
- Esquerita  (Capitol #1186) (1959)
- Vintage Voola  (Norton #202) (1997)

### Coletâneas e re-lançamentos
- Capitol Collectors Series  (Capitol) (1990)
- I Never Danced Nowhere!  (Charly #CD-224) (1990)
- Chart Scrapers (Century CD-10976) (1994)
- Sock It to Me Baby  (Bear Family #BCD-15504) (1994)
- Believe Me When I Say Rock & Roll Is Here to Stay  (Collectables) (1998)
- Rockin' the Joint  (Collectables) (1998)

### Participações de Esquerita como pianista
- Didn't It Rain/Your God Is My God (Baton #216) (1955) (The Heavenly Echoes)
- The Rock Around/Sweet Skinny Jenny (NRC #001) (1957, 1987) (Paul Peek)
- Mexican Rock 'n' Roll (Instrumental)/Mexicali Baby (Capitol #3884) (2/1958) (The Rio Rockers)
- Love Is A Many Splendored Thing/Southern Style (Hermitage #776) (1962) (The Eskerettes)
- I Trusted In You/Southern Style (Hermitage #10545-H-306) (1962) (Willie B.) (backup vocals by The Eskerettes)
- Good Golly Miss Molly (Vee Jay) (12/1964) (Little Richard)
- Slippin' And Slidin' (Vee Jay) (12/1964) (Little Richard)
- The Explosive Little Richard (Okeh #14117) (1/1967) (Little Richard)
- Stingy Jenny (Brunswick) (6/1968) (Little Richard) (co-wrote)
- Freedom Blues/Dew Drop Inn (Reprise #0907) (4/1970) (Little Richard) (co-wrote both sides)
- Greenwood Mississippi (Reprise #942) (1970) (Little Richard) (co-wrote)
- Takin' Care Of Business (CBS) (1970) (John Hammond) (from album "Source Point")

### Participações não confirmadas
- Didn't It Rain Part 1/Didn't It Rain Part 2 (1959?) (The Clovertones & Rev. Willie Green).  Enrica 122, reissued on Eagle Records CD, EA-R 90421 (2001), and recently reissued on vinyl (posing as Enrica 122 again)  (the Esquerita link appears only on the back of the Eagle CD; there is no mention of him elsewhere)
- Touch Of The Spirit (Evangelist Rosa Shaw).  Rae-Cox 103 (1962), reissued on Eagle Records CD, EA-R 90420 (2001).  The original single credits Robert Banks as keyboardist - organ, presumeably - but nothing is mentioned about Esquerita.
- Hour Of Prayer (Evangelist Rosa Shaw).  Rae-Cox 103 (1962), reissued on Eagle Records CD, EA-R 90420 (2001).  The claim on the back of the Eagle CD is that Esquerita appears on piano; however, this track (Hour of Prayer) is only vocal—there is no instrumental backing.
- Didn't It Rain/I Hear Voices (by Screamin Jay Hawkins) (Norton #127) (2005) (reissue of 2 tracks from the Eagle CDs (EA-R 90420 and EA-R 90421, see above).

## Ligações Externas
- Esquerita Website
- Allmusic
- Norton Records
- Baton Records Discography
- Find A Grave Memorial